# هوغو أنطون فيشر
هوغو أنطون فيشر (بالإنجليزية: Hugo Anton Fisher)‏ هو رسام أمريكي، ولد في 1854 في كلادنو في التشيك، وتوفي في 1916 في ألاميدا في الولايات المتحدة.